# Thành phố Yuba, California
Thành phố Yuba là một thành phố miền Bắc California, được thành lập vào năm 1849. Nó là quận lỵ của quận Sutter, tiểu bang California, Hoa Kỳ.
Đến năm 2006, Thành phố Yuba đã có dân số ước tính tổng số là 60.360.
Thành phố Yuba là thành phố chính của khu vực thống kê dân số Thành phố Yuba trong đó bao gồm tất cả các quận Sutter và quận Yuba. Khu vực vùng đô thị có dân số là 164.138 người. Đây là khu vực đô thị lớn thứ 21 tại California được xếp hạng sau Redding và Chico. Vùng đô thị thống kê của nó là một phần của Greater Sacramento CSA.
Yuba City có vị trí 39 ° 8'5"Bắc, 121 ° 37'34"Tây (39,134792, -121,626201). 1 Sông Feather nằm ở rìa của Thành phố Yuba.
Theo Cục điều tra dân số Hoa Kỳ, thành phố có tổng diện tích là 9,4 dặm vuông (24,4 km ²), trong đó, 9,4 dặm vuông (24,3 km2) là đất và 0,1 dặm vuông (0,2 km2) của nó là nước. Tổng diện tích là 0,64% diện tích mặt nước.